# Dusona kerrichi
Dusona kerrichi là một loài tò vò trong họ Ichneumonidae.